# Vattenjet

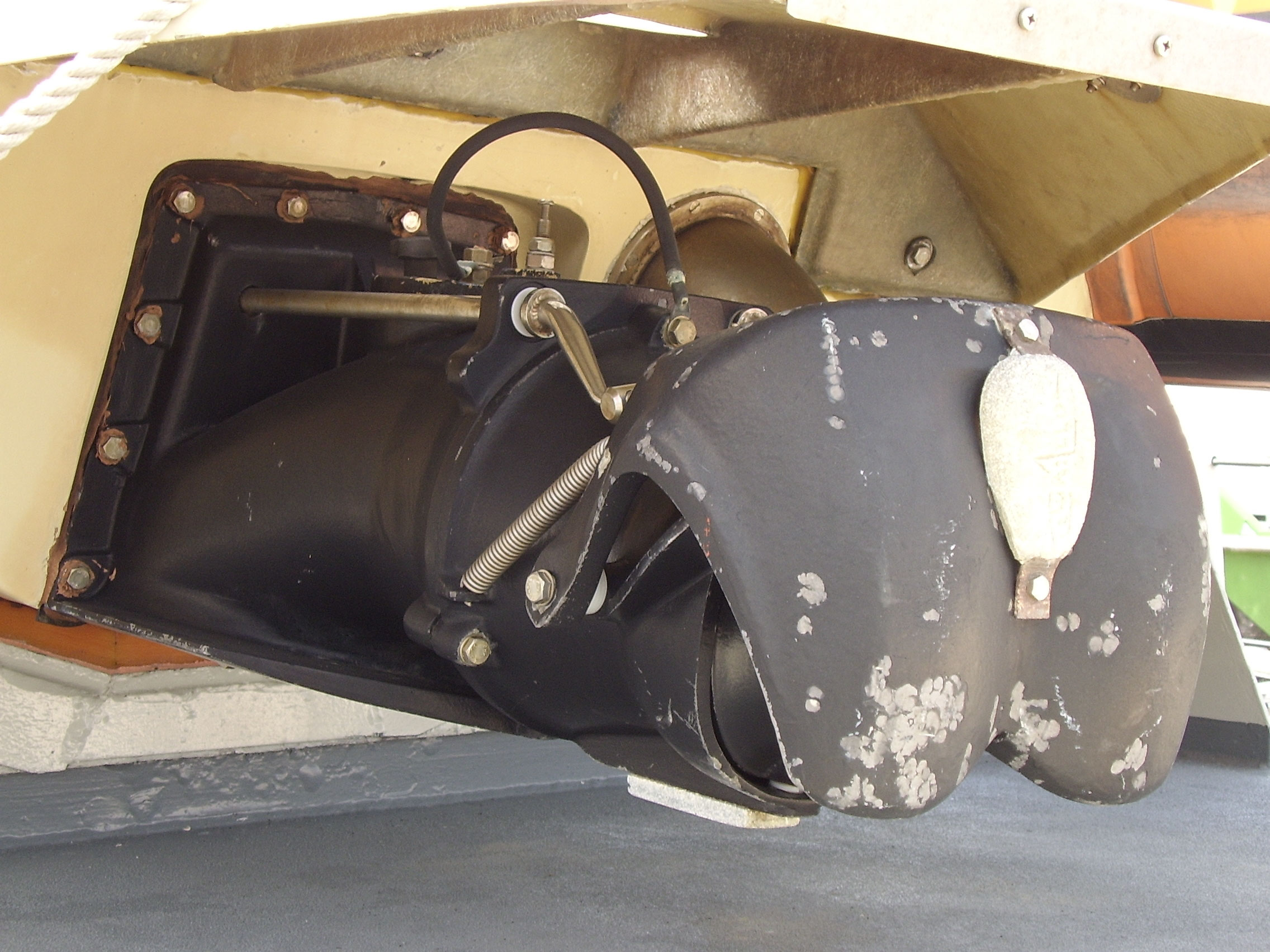
Jetaggregat (i backläge)

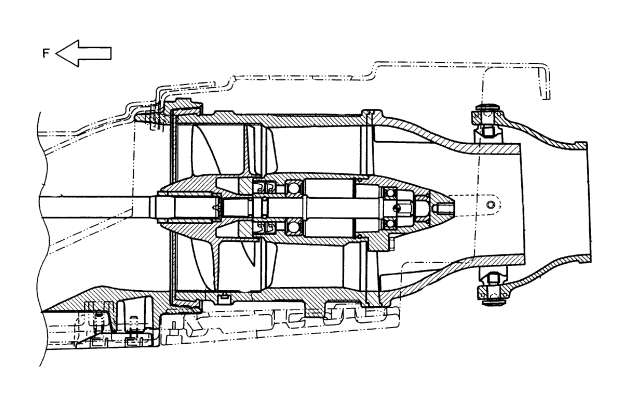
Skiss av en axiell jetpump

Vattenjet är en framdrivningstyp för fartyg, som är vanlig för fartyg som gör mer än 30 knop.
Vattenjet bygger på att en vattenstråle riktas akterut och får fartyget att röra sig framåt. Enkelt beskrivet består systemet mekaniskt av en motor som driver en vattenpump. Pumpen är ofta uppbyggd som en axialpump (liknar en propeller innesluten i en tunnel), en centrifugalpump eller en hybrid. Den roterande delen i pumpen kallas en impeller. Pumpen suger in vatten från ett bottenintag och trycker ut detta genom en dysa i fartygets akter.
För att kunna manövrera är dysan rörlig så att fartyget kan styras. Framför dysan är en nedfällbar skopa (reverseringsenhet) monterad så att strålen kan riktas framåt och på det viset få fartyget att backa. Vill man ligga still med motorerna igång ställer man reverseringsenheten i mittläge, så att lika stor del av vattnet går akteröver som föröver.
Om man så önskar kan skopans utformning göras så att fartyget girar åt "fel håll" vid backning. Detta ger då fördelen att man kan styra utan att röra sig varken framåt eller bakåt.

## Historik
Vattenjetens uppfinnare anses vara nyzeeländaren Bill Hamilton, som patenterade sin uppfinning 1954. Han ville undvika propellrar, vilja slog i stenarna i de snabbflytande och grunda floderna på Nya Zeeland.
Den italienska uppfinnaren Secondo Campini visade en liknande konstruktion redan 1931 i Venedig. Skillnaden mellan hans och Hamiltons lösningar var att Campinis konstruktion led av mycket kort livslängd på grund av materialproblem. Hamilton ansökte också om patent, till skillnad mot Campini.
Det finns en liknande konstruktion för linfärjan Gustav Zeuner) i Elbe från 1892 för att kunna manövrera och även förflytta sig utan lina.[källa behövs]

## Olika utföranden
Pumparna finns alltifrån storlekar anpassade för modellbåtar via vattenskotrar till enheter anpassade för över 20 MW och som pumpar mer än 40 m³/s. De kan vara utformade med och utan styrbar dysa.
Vissa utförande består av motordelen från en utombordsmotor som sitter direkt ovanpå pumpen där en vinkelväxel driver en axialpump (Mercruiser Jet Drive).
Det finns också ombyggda utombordsmotorer, där nedre växelhuset och propellern är ersatt av en centrifugalpump (Bombardier och Mercury Marine).
Vattenjetsystem som är ämnade att monteras på akterspegeln som en separat enhet där en motor] av biltyp monterats ovanpå pumpen och driver den med en tandrem (jetpack).
I mycket grunda vatten går det inte att använda vanliga propellrar eller normala vattenjetaggregat. Då finns istället Schottels Pump-Jet. Där har pumpen byggts in en rund platta som sitter i botten på fartyget och som kan roteras 360 grader och ger därmed mycket goda manövreringsegenskaper.
Ibland i mer industriella tillämpningar monteras ett backslag framför pumpen för att kunna köra den baklänges men inte för att backa utan för att rengöra pumphuset och insugsgallret från skräp som har fastnat.

## Användningsområden
Vattenjet har några egenskaper som den öppna propellern inte har. Detta gör den lämpad till vissa användningsområden:
- Mycket goda manöveregenskaper.
- Grundgående: Eftersom det endast är vattenintaget som behöver vara under vatten gör det att inget sticker ner under båtens botten.
- Kompakt: Då man kan använda högre varvtal på pump och motor gör det att man kan bygga mindre enheter.
- Säkert för omgivningen: eftersom alla rörliga delar är inbyggda blir det säkrare för till exempel dykare, vattenskidåkare, eller djur som studeras.
- Snabb stopp (Crash Stop): Backskopan kan fällas ner under full fart och då stannar fartyget på mycket kort sträcka (ner emot en halv båtlängd).
- Med vissa konstruktioner kan fartyget svängas runt utan att röra sig varken framåt eller bakåt och med dubbelmontage kan fartyget förflyttas rakt i sidled.
- Tämligen lågt undervattensljud: Bra för ubåtar och torpeder. Minskar ljudkontamineringen, det vill säga bättre för vattenlevande djur som använder ljud för att kommunicera (t.ex. valar).
- Tämligen vibrationsfritt.
- Det förhöjda trycket i pumpen förhindrar kavitering.

Relativt den öppna propellern har vattenjet en del förluster beroende på:
- En ökad yta mot vattnet (inne i pumpen).
- Vattnet lyfts en bit upp över ytan.
- En ökad rotationshastighet ger också friktionsförluster.

Propellern har betydligt större bollard-thrust (dragkraft) vid låga hastigheter. Propellern är också driftssäkrare i issörja. Å andra sidan tillför propellerarrangemangen så som inu-drevet, roder och propelleraxlar en bromsande yta mot vattnet vilket gör att upp till omkring 30 knop är propellern effektivare, över 35 knop får vattenjet övertaget. Däremellan är det ofta fartygstyp och fartygets användning som avgör vad som är bäst.
En ytskärande propeller har däremot inte dessa effektförluster.